# Cohors II Dacorum
Die Cohors II Dacorum (deutsch 2. Kohorte der Daker) war eine römische Auxiliareinheit. Sie ist durch ein Militärdiplom belegt.

## Namensbestandteile
- Dacorum: der Daker. Die Soldaten der Kohorte wurden bei Aufstellung der Einheit aus dem Volk der Daker rekrutiert.

Da es keine Hinweise auf die Namenszusätze milliaria (1000 Mann) und equitata (teilberitten) gibt, ist davon auszugehen, dass es sich um eine Cohors quingenaria peditata, eine reine Infanterie-Kohorte, handelt. Die Sollstärke der Einheit lag bei 480 Mann, bestehend aus 6 Centurien mit jeweils 80 Mann.

## Geschichte
Die Kohorte war in der Provinz Moesia superior stationiert. Sie ist auf einem Militärdiplom für das Jahr 126 n. Chr. aufgeführt.
Die Einheit wurde möglicherweise schon vor dem ersten der beiden Dakerkriege Trajans aufgestellt. Der einzige Nachweis der Einheit in Moesia superior beruht auf einem Diplom, das auf 126 datiert ist. In dem Diplom wird die Kohorte als Teil der Truppen (siehe Römische Streitkräfte in Moesia) aufgeführt, die in der Provinz stationiert waren.
Da die Kohorte in dem Diplom von den übrigen Einheiten gesondert aufgeführt wird (item cohorte II Dacorum), war sie zu diesem Zeitpunkt vermutlich bereits in eine andere Provinz verlegt worden. Es ist unsicher, ob die Einheit mit einer der beiden anderen Dakerkohorten identisch ist, die für das Ende des 2. bzw. für die Mitte des 3. Jhd. belegt sind.

## Standorte
Standorte der Kohorte sind nicht bekannt.

## Angehörige der Kohorte
Angehörige der Kohorte sind nicht bekannt.

## Weitere Kohorten mit der BezeichnungCohors II Dacorum
Es gab noch eine weitere Kohorte mit dieser Bezeichnung, die Cohors II Aurelia Dacorum. Sie ist durch Militärdiplome für 193 belegt und war in der Provinz Pannonia inferior stationiert.